# Constanta Stefan-Boltzmann

Linia albastră în acest grafic (log-log) arată lungimea de undă a emisiei (scara din dreapta) și puterea radiată (scara de sus) în funcție de temperatura unui corp negru. Săgețile roșii indică valorile pentru Soare, adică o temperatură de 5780 K, o lungime de undă maximă de 501 nm (în vizibil) și o putere radiată de 63,3 MW/m².

Constanta Stefan-Boltzmann (numită după fizicienii Jožef Stefan și Ludwig Boltzmann), notată {\displaystyle \sigma }, este o constantă fundamentală a fizicii exprimată pornind de la trei constante exacte:
{\textstyle \sigma ={\frac {2\pi ^{5}k^{4}}{15h^{3}c^{2}}}\approx 5{,}670\,374\,419\times 10^{-8}\;{\rm {W\cdot m^{-2}\cdot K^{-4}}}},
unde
- {\textstyle h=6{,}626\,070\,15\times 10^{-34}\;{\rm {J\cdot s}}}  este constanta lui Planck,
- {\textstyle c=299\,792\,458\;{\rm {m\cdot s^{-1}}}} este viteza luminii,
- {\textstyle k=1{,}380\,649\times 10^{-23}\;{\rm {J\cdot K^{-1}}}} este constanta lui Boltzmann.

Ea intervine în legea lui Stefan-Boltzmann pentru exprimarea relației dintre temperatura și puterea radiată de un corp negru.